# Bambusa distegia
Bambusa distegia är en gräsart som först beskrevs av Yi Li Keng och Keng f., och fick sitt nu gällande namn av Liang Chi Chia och Hok Lam Fung. Bambusa distegia ingår i släktet Bambusa och familjen gräs. Inga underarter finns listade i Catalogue of Life.